# Дворец Слушек
Дворе́ц Слу́шек (лит. Sluškų rūmai) — барочный дворец на левом берегу Вилии в Старом городе Вильнюса, между улицами Т. Косцюшкос (T. Kosciučkos g.) и Слушку (Sluškų g.). В настоящее время в комплексе зданий, в который входит и дворец, располагается факультет театра и кино Литовской академии музыки и театра. Здание охраняется государством: значилось памятником архитектуры местного значения (AtV 32) и историческим памятником республиканского значения (IR 36), код объекта в Реестре культурных ценностей Литовской Республики 1070 , всего комплекса пяти зданий, занимающего территорию в 15554 м2 — 28024.

## История

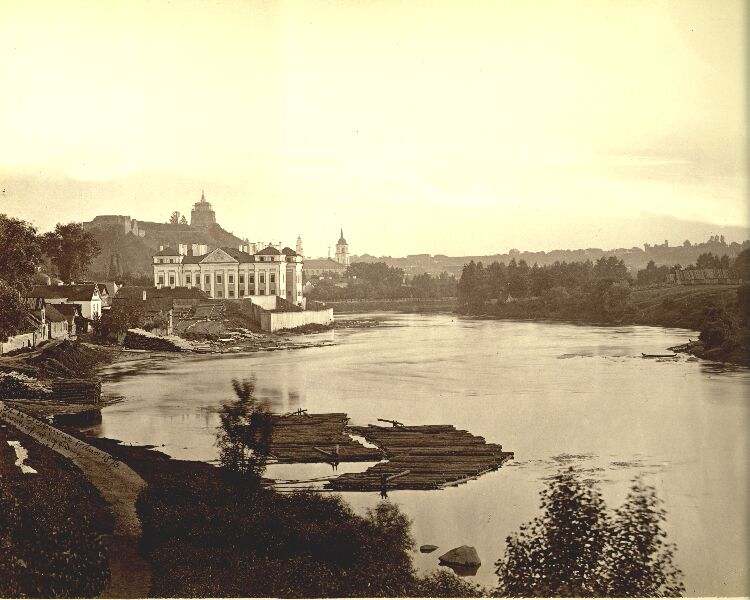
Юзеф Чехович. Река Вилия и дворец Слушек (1873)

Дворец возведён в 1690—1700 годах воеводой полоцким Домиником Михаилом Слушкой на искусственном полуострове на левом берегу Вилии, насыпанном специально для этого строения. Архитектором дворца был Джованни Пьетро Перти..
Фасад первоначально украшали огромные ионические пилястры, обрамляющие большие окна. Дворец окружал парк итальянского типа с каналами, прудами, фонтанами и экзотическими растениями. Потолок одного из залов был стеклянным, а над ним был оборудован аквариум, в котором плавали рыбы и плескались русалки.
Предполагается, что оформление дворца создано Микеланджело Паллони и Джованни Пьетро Перти..
Со времён Яна Казимира правители литовско-польского государства пользовались дворцом во время пребывания в городе до тех пор, пока не был восстановлен пострадавший во время войны 1654—1667 годов Нижний замок..
Царь Пётр I Великий останавливался во дворце Слушков в 1705 году (с 15 июля до 1 августа).

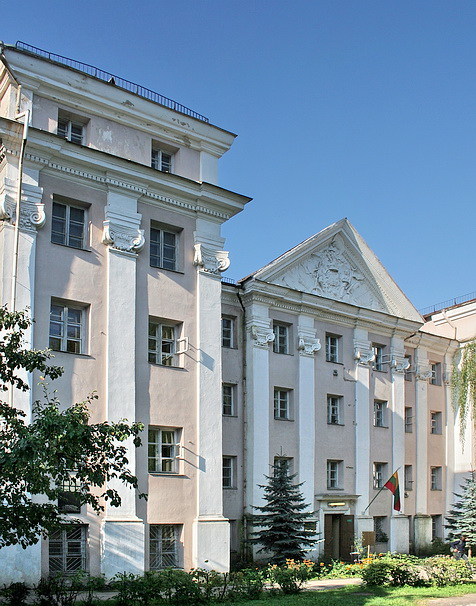
Наиболее сохранившийся фасад дворца

После смерти Слушки владельцами дворца были сначала Потоцкие (с 1719 года), потом князья Пузыны (1727—1745), позднее — опять Потоцкие (с 1745 года). В 1756 году дворец купили монахи-пиаристы и основали в нём коллегию и печатню.
В 1766 году здание купил Михаил Казимир Огинский, по заказу которого архитектор Пьетро де Росси перестроил дворец. Сохранился рисунок де Росси — уникальный иконографический документ с изображением дворца после реконструкции и реставрации.
В 1794 году дворец был конфискован российскими властями. В 1803—1831 годах здесь размещались лесопилка и пивоварня купца Доминика Зайковского. В боковых башнях сдавались внаём богатые квартиры
Позднее здание перешло в ведение российских военных властей; в здании были устроены казармы, лазарет, склады амуниции. В 1869 году здание перешло в ведение министерства внутренних дел и с 1872 года использовалась как пересылочная тюрьма. Тюрьма в бывшем дворце действовала также в 1919—1940 годах.
В 1957—1959 годах по проекту архитектора Владимира Олейниченко здание было реконструировано: разобраны перегородки тюремных камер, заменены перекрытия, увеличены окна.
В 1959—2002 годах в этом здании работало Вильнюсское 25-е профессионально-техническое училище. С 2002 года во дворце располагается факультет театра и кино Литовской академии музыки и театра.

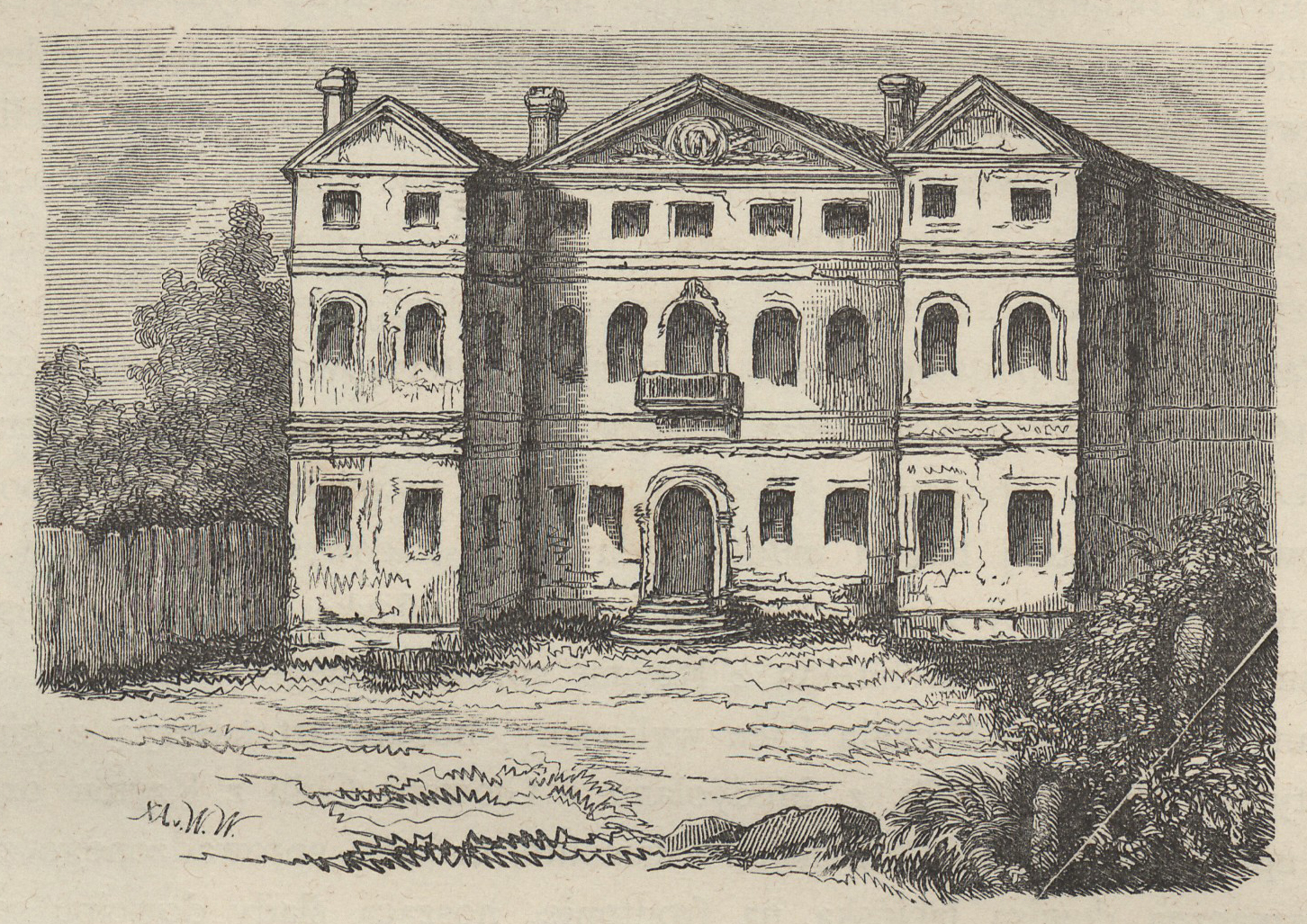
Дворец Слушек. Иллюстрация в книге Константина Тышкевича «Wilija i jej brzegi: pod względem hydrograficznym, historycznym, archeologicznym i etnograficznym» (1871)

## Архитектура
Барочный дворец был в плане прямоугольным (таким, почти квадратным, является и нынешнее здание 48х39 м), двухэтажным с четырьмя трёхэтажными массивными боковыми башнями. Здания такого типа были широко распространены в архитектуре итальянского маньеризма.

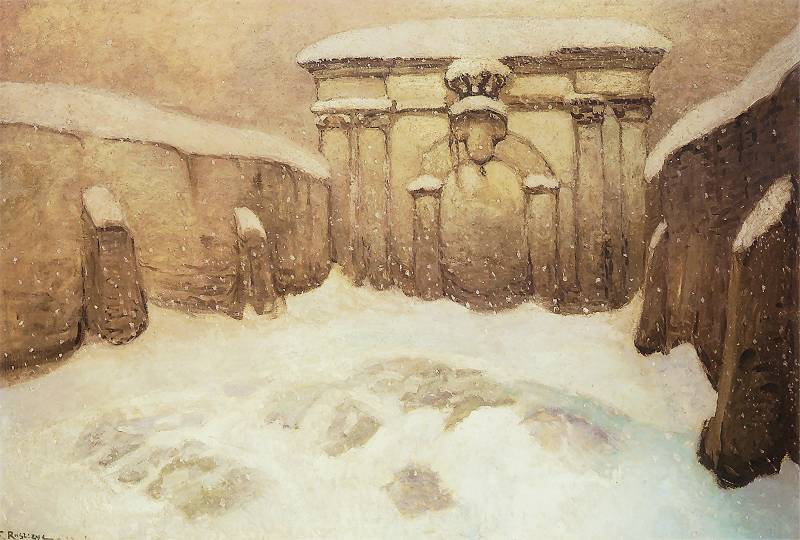
Фердинанд Рущиц. Прошлое. 1903. Хост, масло

Главный вход на территорию дворца вёл со стороны нынешней улицы Т. Косцюшкос через величественные барочные ворота. Ворота изобразил художник Фердинанд Рущиц на своей картине «Прошлое» (1903), хранящейся в Национальной художественной галерее в Вильнюсе.. В начале XX века ворота были застроены трёхэтажными корпусами и в настоящее время не видны.
Интерьеры были обильно украшены итальянским мрамором, лепниной и настенной росписью.
При реконструкции в 1803 году были замурованы аркады и уменьшены проёмы окон. При приспособлении здания под казармы в 1833 году первый этаж был разделён на два. В середине XIX века здесь же была устроена тюрьма. В 1895—1898 годах появился ещё один, четвёртый этаж и таким образом вместо бывших двух были оборудованы четыре этажа с деревянными перекрытиями, позднее заменёнными на железобетонные.
В 1959 году были разобраны перегородки тюремных камер, заменены перекрытия, увеличены окна.